# Mango de Prévost
Anthracothorax prevostii
Espèce
Répartition géographique
Statut de conservation UICN

 LC  : Préoccupation mineure
Statut CITES
Le Mango de Prévost (Anthracothorax prevostii), est une espèce de colibris de la sous-famille des Polytminae.
Son nom commémore le natiuraliste et illustrateur Florent Prévost (1794-1870).

## Description

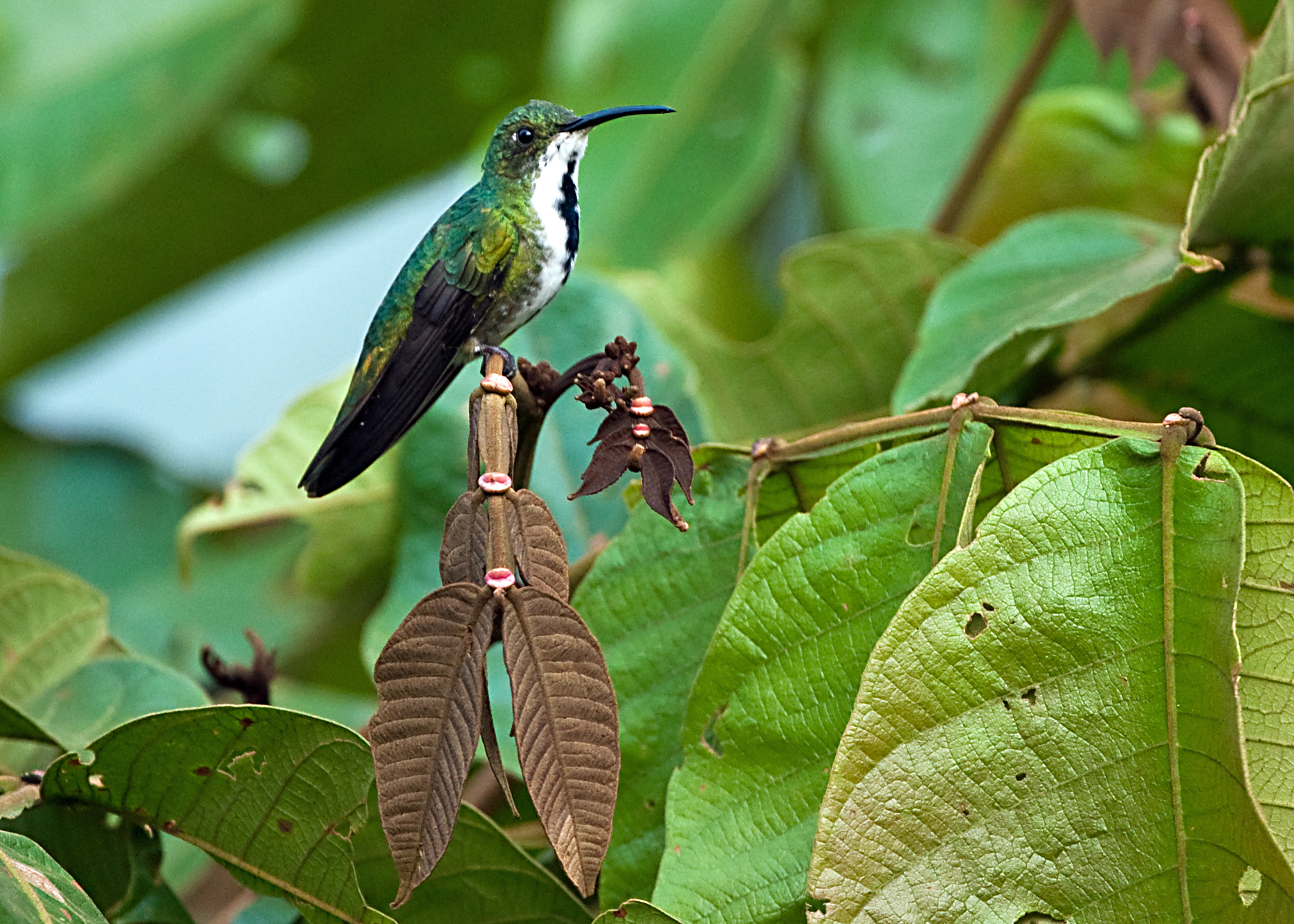
Une femelle au Costa Rica.

Cet oiseau mesure environ 12 cm de longueur. Le mâle et la femelle ont le bec légèrement arqué et le dessus du corps vert. Le mâle a également le dessous de cette couleur, la gorge violet sombre et la queue pourpre. La femelle a le dessous blanc traversé par une bande noire.

## Habitat
Cet oiseau fréquente les savanes et les bois clairs.

## Répartition et sous-espèces
Selon la classification de référence du Congrès ornithologique international (15.1, 2025) il se répartit en quatre sous-espèces (ordre phylogénique) :
- A. p. prevostii (Lesson, 1832) — de l'est du Mexique au Bélize ;
- A. p. gracilirostris Ridgway, 1910 — du Honduras au Costa Rica ;
- A. p. hendersoni (Cory, 1887) — îles San Andrés et de la Providence ;
- A. p. viridicordatus Cory, 1913 — nord de la Colombie et du Venezuela.

### Philatélie
Saint-Vincent-et-les-Grenadines a émis un timbre à l'effigie de cet oiseau.